# Alberto da Suécia
Alberto (c. 1340 – 1 de abril de 1412) foi rei da Suécia como Albrekt av Mecklenburg (de 1364 até ser deposto em 1389) e Duque de Meclemburgo-Schwerin como Alberto III (de 1384 até sua morte em 1412).
                                                                                                   Era filho de Eufemia Eriksdotter, irmã do rei Magno IV da Suécia (Magnus Eriksson).
                                                                                    O seu reinado ficou marcado por conflitos armados com a nobreza sueca, apoiada pela rainha Margarida da Dinamarca, acabando Alberto por ser derrotado, deposto e aprisionado em 1389 pela própria rainha Margarida da Dinamarca.

Foi chamado em 1363 à Suécia e eleito rei em 1364 pela alta nobreza do país, em rebelião contra Magno IV  (Magnus Eriksson) e Haakon VI (Håkan Magnusson).
                                                                                                     A sua presença na Suécia desencadeou um guerra civil durante oito anos. Em 1384, uniu a Suécia e Meclemburgo. Durante todo o seu reinado, a presença alemã aumentou até criar uma reação geral contra ela - o povo e a nobreza sueca acabaram por pedir à rainha Margarida I da Dinamarca e da Noruega que ajudasse a derrubar Alberto.
                                                                                                                 Na batalha de Åsle, travada perto de Falköping, na Västergötland, as tropas de Alberto foram derrotadas, e o próprio Alberto foi aprisionado e encarcerado em Lindholmen, na Escânia, durante seis anos.                     Após o pagamento de um grande resgate, Alberto pode regressar a Meclemburgo, na Alemanha, onde morreu em 1412, com 74 anos de idade.

Alberto foi o segundo filho do duque Alberto II, Duque de Meclemburgo e de Eufêmia Eriksdotter, irmã do rei sueco Magno IV. Alberto se declarou herdeiro do trono sueco, porque haviam morrido o rei Magno IV e seu filho Haakon VI. Os duques se Meclemburgo também se aparentavam com a Casa de Suérquero (Sverkerska ätten), que havia reinado anteriormente na Suécia.